# Horst Szymaniak
Horst Szymaniak (Erkenschwick, 1934. augusztus 29. – Melle, 2009. október 9.) nyugatnémet válogatott német labdarúgó, fedezet.

## Pályafutása

### Klubcsapatban
1943-ban az SpVgg Erkenschwick csapatában kezdte a labdarúgást, ahol 1952-ben mutatkozott be az első csapatban. 1955-ben szerződött a Wuppertaler SV együtteséhez, ahol négy idényen át játszott. 1959 és 1961 között a Karlsruher SC labdarúgója volt és tagja volt az 1960-as nyugatnémet kupa-döntős csapatnak.  1961 és 1965 között Olaszországban szerepelt. Két idényen át a Catania, egy-egy idényen át az Internazionale és a Varese játékosa volt. Majd hazatért és 1965–66-ban a Tasmania 1900 Berlin együttesében játszott. 1966-ban a svájci FC Biel, 1967-ben az amerikai Chicago Spurs labdarúgója volt. 1967-ben vonult vissza az aktív labdarúgástól.

### A válogatottban
1956 és 1966 között 43 alkalommal szerepelt a nyugatnémet válogatottban és két gólt szerzett. Tagja volt az 1958-as svédországi világbajnokságon negyedik helyezést elért csapatnak és az 1962-es chilei világbajnokságon részt vett együttesnek. 1956-ban és 1965-ben egy-egy alkalommal szerepelt az NSZK B-válogatottjában.

## Sikerei, díjai
NSZK
- Világbajnokság
  - 4.: 1958, Svédország

 Karlsruher SC
- Nyugatnémet kupa (DFB-Pokal)
  - döntős: 1960

 Internazionale
- Olasz bajnokság (Serie A)
  - 2.: 1963–64